# Mark Parkinson
Mark Vincent Parkinson (Wichita, Kansas; 24 de junio de 1957) es un empresario y expolítico estadounidense. Desde 2020 es el presidente de la Asociación Americana del Cuidado de la Salud (AHCA) y el centro nacional de Asistencia (NCAL). Fue miembro del Partido Demócrata bajo el cual fue el 45° Gobernador de Kansas entre 2009 y 2011, vicegobernador entre 2007 y 2009 y miembro del Senado del mismo estado entre 1993 y 1997.

## Primeros años y estudios
Parkinson nación en Wichita, Kansas, dentro de una familia originaria de Scott City donde aun tiene una granja. Parkinson se graduó en el Colegio Wichita Heights High School y posteriormente estudió en la Universidad Estatal de Wichita en 1980 y en la Universidad de Leyes de Kansas. Parkingos realizó actividades privadas como abogado en la firma Foth & Orrick de 1984 a 1996.  
Se casó con Stacy Abott, quien era abogada. Tiene 3 hijos.

## Carrera política
Parkinson ingresó a la política como miembro del Partido Republicano en 1990. Sirvió en la cámara de representantes de 1991 a 1992 y en el Senado de Kansas de 1993 a 1997. Los distritos que representó incluían Olathe, Kansas. Durante su tiempo en la legislatura, ayudó a redactar la ley de pena de muerte del estado. También redactó legislación para facilitar la consolidación del gobierno del condado de Wyandotte. Se destacó por oponerse a un proyecto de ley que habría prohibido la quema de banderas. Parkinson se negó a postularse para la reelección al senado estatal en 1996.
De 1999 a 2003, fue presidente del Partido Republicano de Kansas. 
En mayo de 2006 la Gobernadora Kathleen Sebelius anunció que Parkinson sería su vicepresidente durante su seguro periodo como gobernadora. Como vicegobernador, Parkinson dedicó una cantidad significativa de tiempo a los problemas energéticos. Se desempeñó como copresidente del Kansas Energy Council. También sirvió en el Grupo de Trabajo Eólico. En 2008, Parkinson participó en una delegación de vicegobernadores en una misión comercial a China. Como presidente del Grupo Asesor de la Ley de Recuperación y Reinversión de Estados Unidos, Parkinson ayudó a decidir cómo gastar los fondos de estímulo federal asignados a Kansas.
En marzo de 2009, el presidente Barack Obama anunció al gobernador Sebelius como su candidato para el puesto de Secretario de Salud y Servicios Humanos de los Estados Unidos. Sebelius renunció como gobernadora de Kansas luego de su confirmación el 28 de abril de 2009; Parkinson prestó juramento como gobernador el mismo día. Parkinson declaró que no sería candidato en las elecciones de 2010 y fue sucedido por Sam Brownback.
Durante su tiempo como gobernador, Parkinson tuvo que implementar recortes de gastos y aumentos de impuestos para poder manejar un déficit presupuestario. Bajo su liderazgo, el estado desarrolló una política energética integral que incluye medición neta y un plan de 10 años para mantener la infraestructura de transporte. Parkinson implementó una prohibición de fumar que incluía lugares públicos; taxis y limusinas; áreas comunes en edificios públicos y privados, condominios y otras instalaciones residenciales múltiples y entradas a la mayoría de los edificios. Parkinson se opuso a trasladar a los detenidos de la Bahía de Guantánamo. Parkinson firmó una ley para crear una causa de acción privada para las víctimas de la pornografía infantil. Parkinson presionó a los gobernadores de Missouri y Nebraska para preservar la Conferencia Big 12. Encabezó una misión comercial a Taiwán y otra a China continental.

## Postpolítica
Parkinson y su esposa, Stacy, han participado en varias campañas en beneficio de organizaciones públicas y sin fines de lucro. Los Parkinson dirigieron una campaña de recaudación de fondos de 4,29 millones de dólares para Sunflower House en 2002. Dirigieron otra campaña de recaudación de fondos para SAFEHOME en 2005. Junto con otras dos parejas, los Parkinson copresidieron los esfuerzos de recaudación de fondos de la Universidad de Kansas de 2012 a 2016. Se recaudaron 1500 millones de dólares criados bajo su dirección.
A partir de 2020, Parkinson es presidente y director ejecutivo de la Asociación Estadounidense de Atención Médica y el Centro Nacional de Vida Asistida. El grupo representaba a unas 9.000 instalaciones cuando Parkinson se unió a la asociación. Parkinson ayudó a cerrar una brecha importante en AHCA/NCAL y trajo de vuelta al redil a numerosos proveedores que se fueron para formar su propia asociación. A partir de 2020, AHCA/NCAL tiene alrededor de 14 000 miembros.
Citando su apoyo bipartidista y su capacidad para hacer avanzar al estado en tiempos económicos difíciles, The Topeka Capital-Journal nombró a Parkinson "Kansiano del año" en 2009.